# Коваленко, Вячеслав Евгеньевич
Вячесла́в Евге́ньевич Ковале́нко (род. 27 марта 1946 года) — российский дипломат. Чрезвычайный и полномочный посол (2008).

## Биография
Окончил Институт восточных языков при МГУ (1972), аспирантуру Дипломатической академии МИД СССР (1999). Кандидат исторических наук. Владеет арабским, французским и белорусским языками.

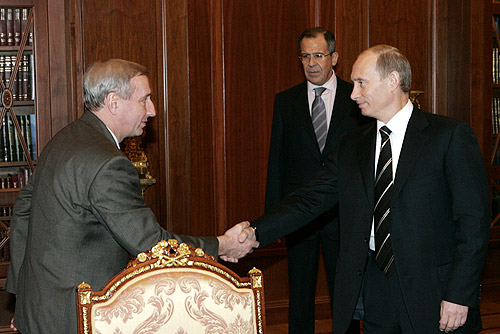
В. Е. Коваленко и Президент России В. В. Путин. На заднем плане — министр иностранных дел России С. В. Лавров. 18 января 2007 года

С 1972 года — на дипломатической службе.
- В 1973—1978 годах — работа в посольстве СССР в Ливане.
- В 1983—1988 годах — сотрудник посольства СССР в Тунисе.
- В 1992—1997 и 1999—2003 годах — работа в посольстве России в Белоруссии.
- В 2004—2006 годах — директор второго департамента стран СНГ МИД России, отвечающего за отношения с Белоруссией, Украиной и Молдавией.
- С 7 июля 2006 по 8 июля 2009 года — чрезвычайный и полномочный посол Российской Федерации в Грузии[1][2]. В период войны в Грузии посольство в Грузии продолжало работу. После объявления Грузии о разрыве дипломатических отношений с Россией Коваленко 30 сентября 2008 вернулся в Москву.
- С 8 июля 2009 по 21 марта 2013 года — чрезвычайный и полномочный посол Российской Федерации в Республике Армения[3][4].

## Награды
- Медаль ордена «За заслуги перед Отечеством» II степени (21 сентября 2002) — за многолетнюю плодотворную работу и активное участие в проведении внешнеполитического курса Российской Федерации[5].
- Почётная грамота Совета Министров Республики Беларусь (31 марта 2006) — за большой личный вклад в развитие всестороннего сотрудничества между Республикой Беларусь и Российской Федерацией, укрепление белорусско-российской дружбы[6].
- Орден Почёта (2 февраля 2009) — за большой вклад в реализацию внешнеполитического курса Российской Федерации, многолетнюю безупречную дипломатическую службу[7].
- Почётный орден Российско-армянского (славянского) университета (2010)[8]

## Дипломатический ранг
- Чрезвычайный и полномочный посланник 2 класса (10 ноября 1995)[9]
- Чрезвычайный и полномочный посланник 1 класса (13 апреля 1999)[10]
- Чрезвычайный и полномочный посол (25 октября 2008)[11]